# Sandy
Sandy Leah Lima (phát âm tiếng Bồ Đào Nha: [ˈsɐ̃dʒi ˈlɛa ˈlimɐ], sinh ngày 28 tháng 1 năm 1983), hay còn được biết đến là Sandy, là nữ ca sĩ kiêm sáng tác nhạc, diễn viên người Brasil. Sinh ra và lớn lên tại thành phố Campinas, cô cùng với em trai Junior Lima bắt đầu nổi tiếng vào đầu những năm 1990 với tư cách là ca sĩ của nhóm nhạc mang tên họ, Sandy & Junior. Ban nhạc hai chị em cô đã hoạt động và tổ chức các chuyến lưu diễn tại United States, Japan, Chile và Angola từ khoảng năm 1990 đến năm 2007. Kể từ thời điểm tan ra nhóm vào tháng 2 năm 2007, cô bắt đầu chuyển sang hoạt động đơn ca và đã cho ra mắt công chúng hai album là Manuscrito (2010) và Sim (2013). Cả hai album này đều nhận được những phản hồi tích cực từ phía khán giả.
Sandy cũng tham gia sang lĩnh vực diễn xuất. Năm 1997, cô lần đầu đóng phim với tác phẩm điện ảnh O Noviço Rebelde, tiếp sau đó là các phim AcQuária (2003), Mato Sem Cachorro (2013) và Quando Eu Era  Vivo (2014). Về phim truyền hình, cô cũng góp mặt trong một số phim, bao gồm vai chính bộ telenovela thành công là Estrela-Guia (2001). Với những thành công trên, cô đã nhận được sáu giải Multishow Brazilian Music Award, ba giải Melhores do Ano (giải thưởng của Rede Globo),và một đề cử Latin Grammy Award. Sandy được công chúng xem là một biểu tượng văn hóa đương đại (pop icon) của Brasil. Về mặt thương mại, tổng cộng, cô đã bán được hơn 20 đĩa album.